# Talostolida
Genre
Talostolida est un genre de mollusques gastéropodes de la famille des Cypraeidae (les « porcelaines »). L'espèce-type est Talostolida teres.

## Liste d'espèces
Selon World Register of Marine Species (29 septembre 2017) :
- Talostolida latior (Melvill, 1888)
- Talostolida pellucens (Melvill, 1888)
- Talostolida subteres (Weinkauff, 1881)
- Talostolida teres (Gmelin, 1791)